# Ronda de mort a Sinera

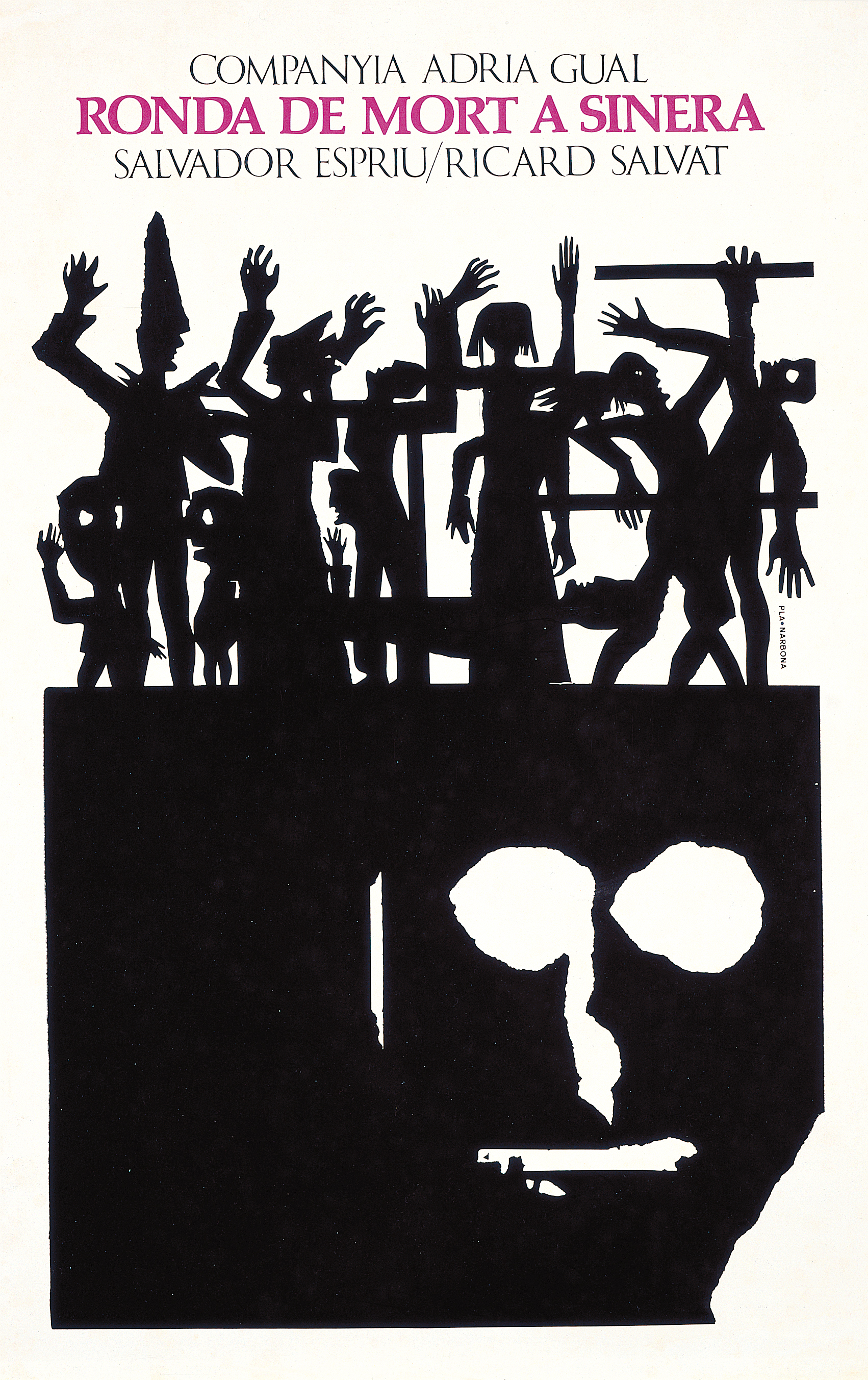
Cartell de la representació de l'obra

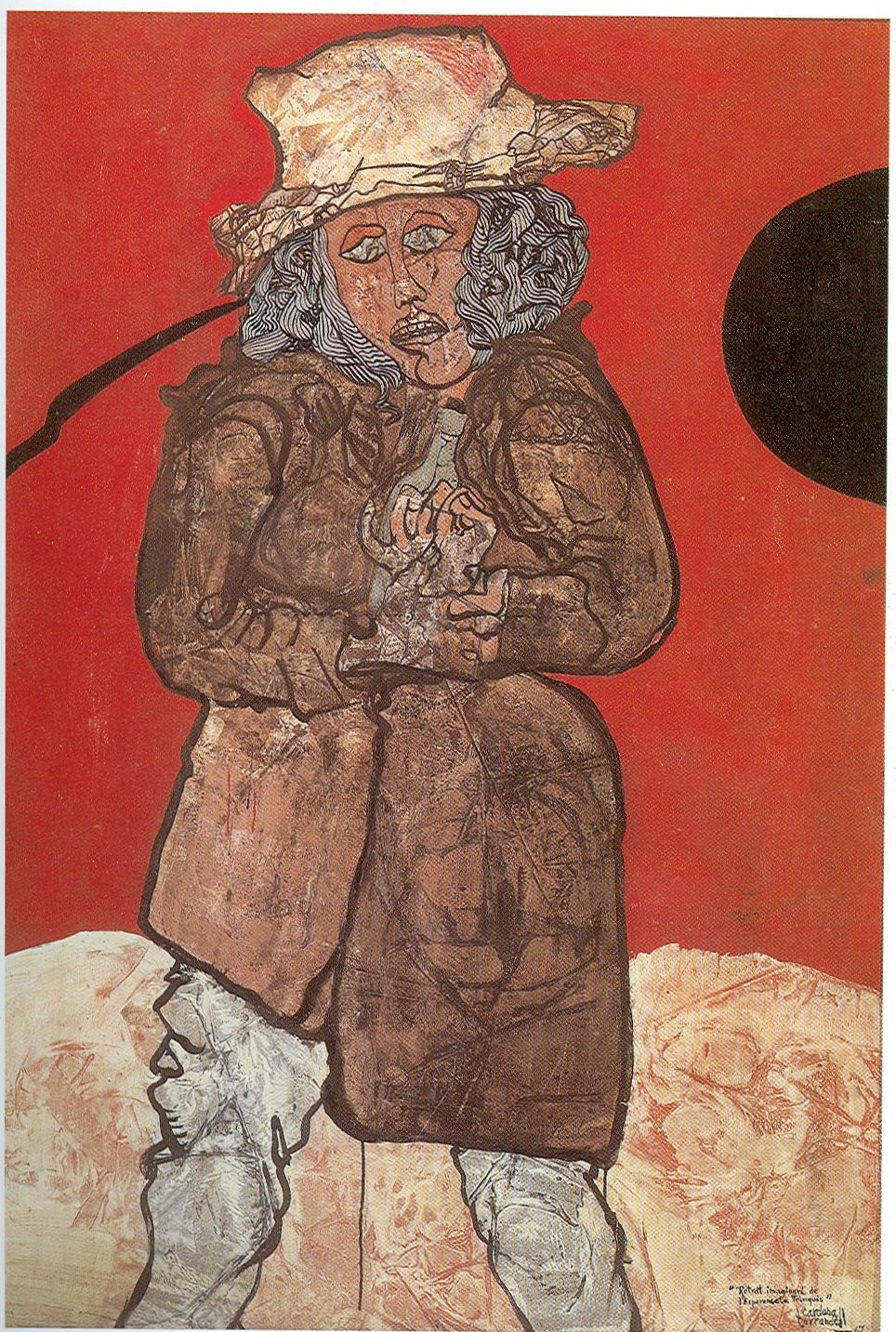
L'Esperanceta Trinquis és un dels personatges de Ronda de Mort a Sinera. Pintura d'Armand Cardona Torrandell.

Ronda de mort a Sinera és un espectacle de Ricard Salvat sobre textos de Salvador Espriu, estrenat al Teatre Romea de Barcelona per l'Escola d'Art Dramàtic Adrià Gual el 1965, i publicat el 1966.
L’obra segueix una estructura basada en quadres escènics curts i independents. Inclou sis adaptacions teatrals de contes extrets del recull Ariadna al laberint grotesc, una versió condensada i versificada de Primera història d’Esther i diverses interpolacions poètiques, majoritàriament provinents de Les cançons d’Ariadna. Algunes d’aquestes poesies són simplement recitades, mentre que altres es complementen amb actuacions de mim..